# افربان
اَفَربان (پارسی میانه: Afarbān) یکی از نجیب‌زادگان ایرانی در زمان حکومت شاهنشاه نرسه ساسانی (حک. ۲۹۳–۳۰۲) بود. او فرستاده نرسه برای مذاکرات صلح در جریان نبرد ساتالا بود.

## زندگی
دربارهٔ زندگی افربان پیش و پس از نبرد ساتالا اطلاعاتی در دست نیست. نرسه هنگامی که در جنگ پیروزی را سخت دید، افربان را جهت مذاکره با روم به نزد گالریوس روانه کرد. او در آنجا ایران و روم را همانند دو چشم یک پیکر نامید و تقاضای صلح کرد. گویا افربان می‌کوشید تا با چنین سخنانی همتایی و همسنگی ایران و روم را یادآوری کند تا ایران شکست‌خورده را نیرومندتر از چیزی که بود، نشان دهد. او تنها درخواست شاهنشاه ایران مبنی بر استرداد همسرش ارسانه و همراهان خود را که در حین جنگ با رومیان اسیر شده بودند را به گالریوس اباغ کرد. گالریوس به افربان پاسخ قطعی نداد و خواهان ادامه پیشروی‌های نظامی در ایران شد اما با رسیدن خبر تجدید قوای ایرانیان پیشنهاد صلح و استرداد اسیران را پذیرفت و در ادامه عهدنامه نصیبین منعقد شد.